# Фряново (усадьба)
Фряново — усадьба, расположенная в посёлке Фряново Щёлковского района Московской области.

## История
Первые упоминания о деревне Фряново относятся к XVI веку. В 1722 году купец армянского происхождения Игнатий Францевич Шериман купил правобережную часть Фрянова. И.Ф. Шериман занимался поставками шёлка-сырца в Россию; с 1720 года был одним из пяти пайщиков и купцов-управляющих "Штофных и прочих шёлковых парчей мануфактуры" - первого крупного российского текстильного предприятия, созданного по указу Петра I в 1717 году. В 1725 году, выделившись из компании, Шериман разместил на приобретённом на Армянском переулке в Москве участке часть доставшихся ему производственных мощностей, несколько позднее он перевёл часть своей шёлкоткацкой фабрики во Фряново, что произошло около 1735 года. В 1758 году сын Шеримана Захарий продал село и фабрику Лазаревым. Лазаревы были выходцами из Персии, в 1750 году приехавшие в Россию после свержения Надир-шаха, в 1774 году за заведение Фряновской шелковой мануфактуры Екатерина II пожаловала им дворянское достоинство. К 1801 г. И.Л. Лазарев практически завершил строительство здания господского дома усадьбы. Дом выстроен из дерева (дубовые и сосновые брёвна) на кирпичном фундаменте в стиле зрелого классицизма; к основному объёму здания прилегают с запада и востока галереи, на торцах которых имеются флигели. После смерти И. Л. Лазарева, усадьбой владел его брат Е. Л. Лазарев. К 1830-1839 годам главный усадебный дом был закончен. В 1797 году неподалёку от месторасположения ещё строившейся усадьбы была построена церковь Иоанна Предтечи, в 1940 году была закрыта, в 1990 году работа церкви возобновили. Лазаревы владели усадьбой и шёлкоткацкой мануфактурой во Фрянове до 1826 года, когда оно было продано купцам второй гильдии, двум братьям, старообрядцам-беспоповцам Николаю и Павлу Рогожиным. В 1839-1843 годы владение фабрикой и господским домам переходит от Рогожиных к двум братьям, московским купцам второй гильдии, также старообрядцам Павлу и Гавриилу Ефимовым. В 1857 году усадьба, парк, фабрика и 24 десятины земли были проданы Ефимовыми трём братьям-купцам Михаилу, Константину и Василию Залогиным. Они произвели ряд достроек к господскому дому, а также перевели фряновскую фабрику с шелкоткачества на шерстопрядение. Род Залогиных владел домом и предприятием до 1917 года.
До наших дней сохранились двухэтажный господский дом, использовавшиеся для проживания флигели, действующая каменная церковь Иоанна Предтечи и парк.
В 2004 году в здании усадьбы открылся Историко-краеведческий музей, функционирующий и поныне.
В усадьбе была проведена часть съёмок кинофильма по роману И. С. Тургенева «Отцы и дети». Также здесь снимался фильм «Господа Головлёвы» и эпизоды фильмов «Чучело 2» и «Продавец игрушек».